# Driss Jettou
Driss Jettou (Arabisch: إدريس جطو) (El Jadida, 24 mei 1945) is een Marokkaanse politicus die van 2002 tot 2007 minister-president van Marokko is geweest.

## Jeugd en opleiding
Jettou was geboren in de Marokkaanse stad El Jadida. Na zijn middelbareschooltijd aan het El Khawarizmi college in Casablanca, heeft hij zijn technische diploma weten te behalen in 1964. Vervolgens heeft hij aan de Faculteit der Natuurwetenschappen van de Mohammed V universiteit gestudeerd. Aan deze universiteit is hij in 1966 afgestudeerd in de natuurkunde en scheikunde. Daarnaast heeft hij in 1967 een diploma in ondernemingsmanagement van het bedrijf Cordwainers Colleges in Londen ontvangen.

## Carrière
Tussen 1968 en 1993 bekleedde Jettou verschillende leidinggevende posities in het Marokkaanse bedrijfsleven. Hij was onder andere voorzitter van de Fédération marrocaine des industries du cuir (FEDIC), lid van de Marokkaanse ondernemersbond (CGEM) en vicepresident van de Marokkaanse Vereniging van Exporteurs (ASMEX). Op 11 november 1993 werd Jettou de Marokkaanse Minister van Handel en Industrie onder leiding van toenmalig premier Mohammed Karim Lamrani. Onder minister-president Abdellatif Filali werd hem dezelfde post opnieuw toegewezen op 9 juni 1994. Tijdens zijn ministerschap werd Jettous portefeuille met Ambacht en Buitenlandse Handel uitgebreid. Van 13 augustus 1997 tot 14 maart 1998 was hij Minister van Financiën, Handel, Industrie en Ambacht. In september 2001 werd hij door premier Abderrahmane Youssoufi benoemd tot Minister van Binnenlandse Zaken. Op 9 oktober 2002 werd Jettou door Koning Mohammed VI beëdigd tot minister-president van Marokko. Hij bekleedde deze functie tot aan de benoeming van zijn opvolger Abbas El Fassi op 19 september 2007.